# Allium hemisphaericum
Allium hemisphaericum är en amaryllisväxtart som först beskrevs av Carlo Pietro Stefano Stephen Sommier, och fick sitt nu gällande namn av Salvatore Brullo. Allium hemisphaericum ingår i släktet lökar, och familjen amaryllisväxter.
Artens utbredningsområde är Sicilien. Inga underarter finns listade i Catalogue of Life.